# Molophilus sarotes
Molophilus sarotes är en tvåvingeart som beskrevs av Alexander 1969. Molophilus sarotes ingår i släktet Molophilus och familjen småharkrankar.
Artens utbredningsområde är Panama. Inga underarter finns listade i Catalogue of Life.